# Шуанбаотай
Шуанбаотай (спрощ.: 双胞胎; кит. трад.: 雙胞胎; піньїнь: shuāngbāotāi) — солодка тайванська смажена їжа з м'яким тістом, яке містить великі повітряні кишені всередині та хрустку скоринку зовні. Його готують, скручуючи два невеликі шматочки тіста разом і обсмажуючи їх, в результаті чого вони злегка роз'єднуються, залишаючись при цьому з'єднаними.

## Етимологія
Мандаринська китайська назва цієї їжі, shuāngbāotāi (кит. трад.: 雙胞胎), що означає «близнюки», походить від того факту, що страва являє собою два тістечка, злегка скручені разом, ніби сіамські близнюки. Тайванська назва — 馬花糋 (bé-hoe-chìⁿ), що приблизно означає «пиріг із кінським копитом», також у зв'язку з його формою. Інша назва — 雙生仔 (siang-siⁿ-á), що означає «близнюки».

## Регіональні особливості
На Тайвані шуанбаотай — це різновид закуски (сяочі), яку зазвичай продають торговці на вуличних кіосках або на нічних ринках, але не в звичайних ресторанах чи пекарнях.

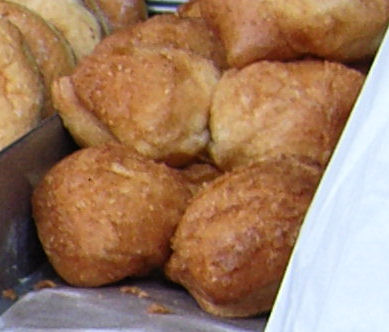
Шуанбаотай продається як вулична їжа сяочі

### Інші китайські страви з тіста
- Ютяо